# Kahlúa

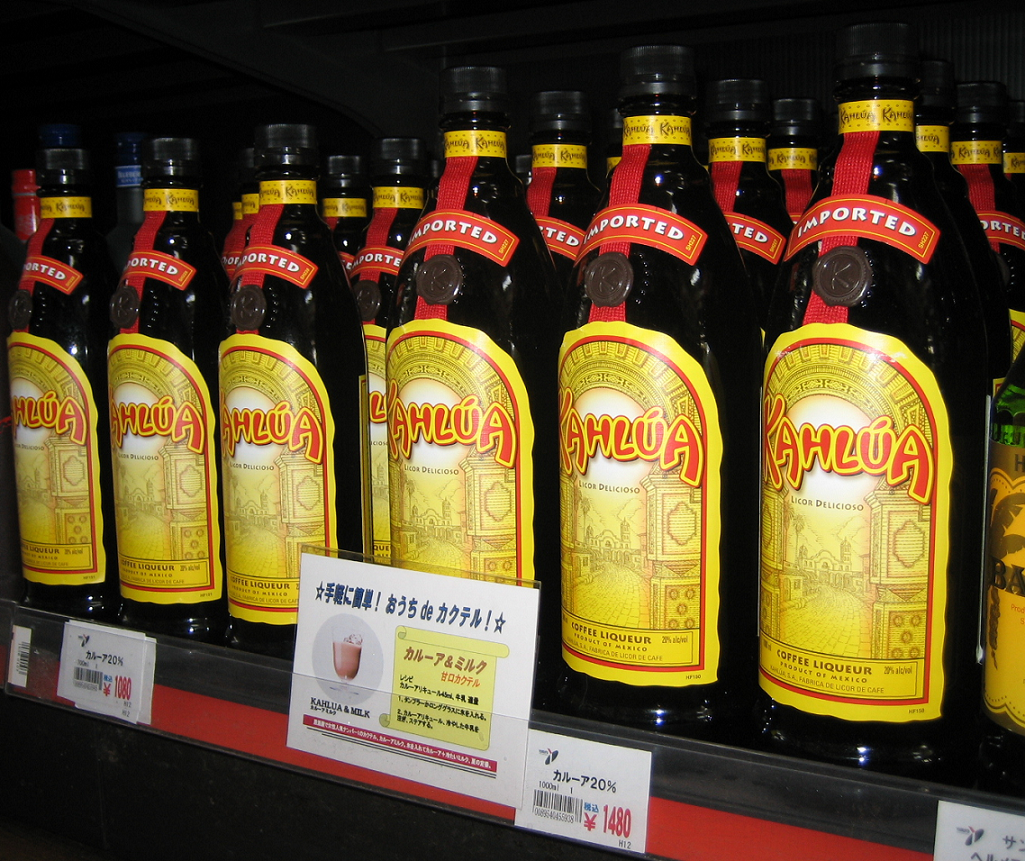
Kahlúa-flaskor.

Kahlúa är varumärke för en mexikansk likör med kaffe, kryddad med örter och vanilj. Likörvarianten uppfanns 1936 i hamnstaden Veracruz. Den är gjord på en bas av rom och mexikanskt kaffe, och har en hög halt av socker.

## Historik
Likörvarianten skapades i Veracruz 1936. Namnet kan ha varit en variant av ordet för 'folkets hus' på nahuatl, alternativt det arabiska slangordet för kaffe. Fyra år senare introducerades kahlúa i USA.
Kahlúa används bland annat i drinkarna black russian (skapad i Bryssel 1948) och White russian (skapad i Kalifornien 1955). Den anses vara den mest välkända och bästsäljande kaffelikören.
Namnet Kahlúa var fram till 2005 varumärkesskyddat av Allied Domecq, därefter av Pernod Ricard.

## Innehåll och varianter
Kahlúa är en starkt söt likör, med en sockerhalt på 38 till 39 procent.
Olika varianter av Kahlúa har lanserats genom åren. 2002 lanserades Kahlúa Especial, med 36 procent alkohol och mindre söt. Den traditionella varianten av Kahlúa hade fram till 2004 26 procent alkohol, därefter 20 procent.